# Matteo Alemanno

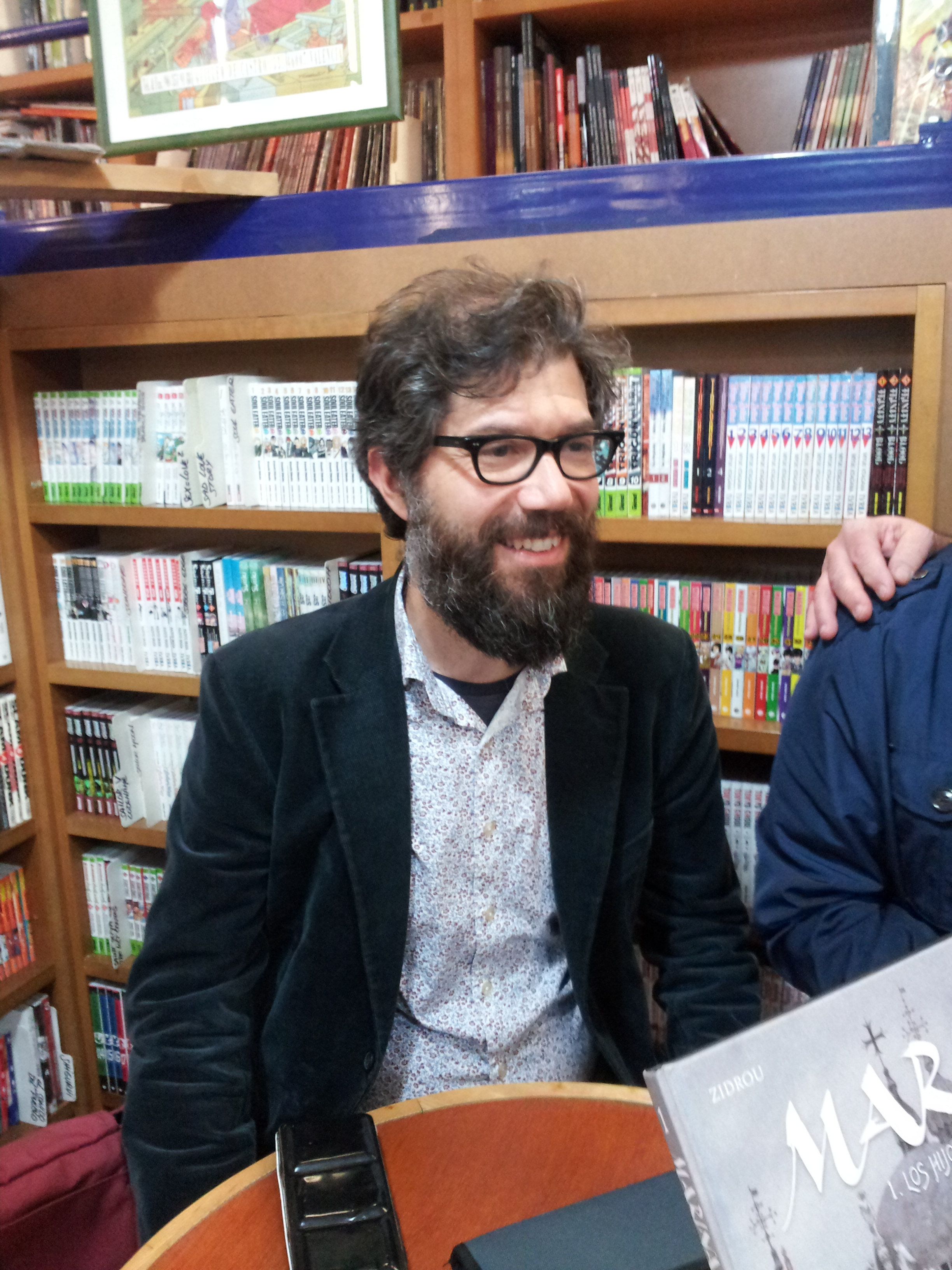
Matteo Alemanno a la Llibreria Futurama de València.

Matteo Alemanno (Lecce, 16 d'agost de 1967) és un autor de còmics italià. Publica els seus primers treballs durant la dècada de 1990 a la revista "Schizzo". El seu debut professional el fa en 2003 amb la sèrie Mèche Rebelle, publicada per Dupuis amb guions de Zidrou.